# Serafim I (patriarcha Konstantynopola)
Serafim I, gr. Σεραφείμ Α΄ – ekumeniczny patriarcha Konstantynopola od marca 1733 do końca września 1734 r.